# Jean-Marie Albertini
Pour les articles homonymes, voir Albertini.
Jean-Marie Albertini, né à Avignon (Vaucluse) le 14 octobre 1929 et mort le 21 mai 2014 à Caluire-et-Cuire,, est un économiste et essayiste français.

## Biographie

### Jeunesse et études
Jean-Marie Albertini effectue ses études secondaires au lycée Frédéric-Mistral de sa ville natale. Il entreprend des études supérieures à la faculté de droit et de sciences économiques de l'université de Grenoble. Il y obtient un doctorat en économie.

### Parcours professionnel
Jean-Marc Albertini est collaborateur technique au Centre national de la recherche scientifique (CNRS) en 1954. Il est nommé ingénieur de recherche en 1964. Chargé de recherche en 1966, il est élevé au grade de maître de recherche en 1971. Il devient directeur de recherche en 1985, puis directeur de recherche de classe exceptionnelle (1992). Il finit sa carrière comme directeur émérite en 1995.
Il a été directeur scientifique au Centre d’études et de réalisations pour l’éducation permanente (Cerep) entre 1973 et 1983. Entre 1976 et 1961, est directeur du laboratoire CNRS Irpeacs. Il est responsable de l’action de recherche interdisciplinaire du CNRS entre 1983 et 1986.
Jean-Marc Albertini est collaborateur du père Louis-Joseph Lebret, dans le cadre de la revue Économie et humanisme entre 1954 et 1966. Il est directeur de la revue à partir de 1965, et ce jusqu'en 68.
Il est également président du Groupement d’intérêt scientifique (pédagogie de l’information économique) entre 1991 et 1995. Il anime la Commission du plan formation du CNRS entre 1993 et 1994. Il est président de l’ARDEMI (Association pour la recherche-développement de l’enseignement multimédia et interactif) entre 1984 et 2003. Il est administrateur délégué de la Fondation des régions européennes pour la recherche en éducation et en formation (Freref) en 1991.
Il est président du Forum citoyen Rhône-Alpes en 1998.

### Travaux
Sa volonté de faire partager sa discipline au grand public l'amène à s'intéresser aux problèmes de formation, ainsi qu'à la valorisation du savoir dans les processus de croissance économique.
Spécialiste d'économie descriptive, il est connu pour être l'auteur de l'ouvrage de vulgarisation macro-économique Les rouages de l'économie nationale. L'ouvrage repose sur une description schématique des circuits économiques se complexifiant au fil des pages par l'introduction des divers concepts de comptabilité nationale assortie de l'illustration de leurs flux.
Il est un pionnier de la recherche en pédagogie de l'économie et tous ses ouvrages sont empreints d'une grande volonté de vulgarisation[passage promotionnel].

## Distinctions
- Chevalier de l'ordre des Palmes académiques
- Officier de l'ordre national du Mérite

## Publications sélectionnées
Jean-Marie Albertini est l'auteur, ou le co-auteur de plus de trente ouvrages d'initiation économique dont :
- Les rouages de l'économie nationale (1960)
- Les mécanismes du sous-développement (1967)[3]
- Premiers pas en économie (1969)[3]
- L'argent (et Capitalismes et socialismes à l'épreuve)[3] (1970)
- La monnaie et les banques (Le Circuit de l'économie nationale et L'Inflation)[3] (1975)
- L'économie française (1978)
- L'économie mondiale (1978)
- Comprendre les théories économiques (1983)
- Des sous et des hommes (1985)
- Bilan de l'économie française à l'usage du citoyen ordinaire (1988)
- Mécanismes du sous-développement et du développement (1989)
- Lexique d'économie (1990)
- La pédagogie n'est plus ce qu'elle sera (1992)
- L'aventure automobile, co-écrit avec Olivier Auroy (1996)
- Le monde des sous (1998)
- Le siècle de Renault (1999)
- L'histoire de la monnaie (2000)
- L'argent de la France (2000)